# سیارک ۹۲۹۸
سیارک ۹۲۹۸ (به انگلیسی: 9298 Geake، نامگذاری:1985JM) نه هزار و دویست و نود و هشتمین سیارک کشف شده‌است که در ۱۵ مه ۱۹۸۵ کشف شد.
قدر مطلق سیارک برابر ۱۳٫۶۰ است.